# Валміерський район
Валміерський район (латис. Valmieras rajons) — один із колишніх районів Латвії, розташований на півночі країни. Межував з Валкським, Цесіським, Лимбазьким районами Латвії та Естонією.
Адміністративним центром району було місто Валміера.
Площа району складала 2 373 км².
Під час адміністративно-територіальної реформи у 2009 році Валміерський район було розформовано.
| Латвія | Це незавершена стаття з географії Латвії. Ви можете допомогти проєкту, виправивши або дописавши її. |